# Tsukasa Fushimi
Tsukasa Fushimi (伏見 つかさ Fushimi Tsukasa?,  n. 1981) es un mangaka y autor japonés de novelas ligeras. Hizo su debut en 2006 con la novela serie Jūsanbanme no Alice. Esto fue seguido en 2008 por su conocida serie de novelas Oreimo, que generó una franquicia de medios que abarca múltiples adaptaciones de manga, anime y videojuegos. En 2013, Fushimi comenzó a escribir su serie de novelas Eromanga Sensei.

## Carrera
Originario de Chiba, Fushimi comenzó su carrera en 2005 al inscribirse en el 12.º Dengeki Novel Prize, un concurso de literatura organizado por ASCII Media Works, donde participó con el primer volumen de su obra Jūsanbanme no Alice (十三番目のアリス?). Aunque no ganó ningún premio, la obra superó la tercera etapa del proceso de selección y finalmente fue publicada en 2006 como el trabajo debut de Fushimi, bajo el sello editorial Dengeki Bunko.
En 2007, después del cuarto y último volumen de Jūsanbanme no Alice, Fushimi comenzó a escribir la primera novela de Oreimo, publicada en 2008. Fushimi continuaría escribiendo 12 volúmenes en total de Oreimo, terminando en 2013. En el transcurso de la serie, Oreimo generó una franquicia de medios que abarca múltiples adaptaciones de manga, anime y videojuegos.
En 2013, Fushimi comenzó a trabajar en su nueva obra, Eromanga Sensei.

## Estilo literario
Su trabajo debut, Jūsanbanme no Alice, a pesar de representar un conflicto violento entre dos de las protagonistas femeninas, el editor de Fushimi, Kazuma Miki, ha dicho que disfruta de la comedia cotidiana que se encuentra en el trabajo de Fushimi y cómo interactúan los personajes masculinos dentro de su trabajo, según Miki, Fushimi es un escritor que inicialmente mantiene la historia de fondo y el escenario al mínimo, y solo después de recibir comentarios de sus editores y lectores, los integra en su trabajo. 
Fushimi ha declarado que prefiere personajes femeninos altos y que la altura de los personajes en sus escritos es un reflejo de esto. En particular, Fushimi cita a Saori Makishima, una chica de secundaria de 180 centímetros de altura en Oreimo, como su personaje favorito. Fushimi afirma, sin embargo, que no da un trato parcial a los personajes en función de sus gustos personales. Por ejemplo, reveló que intencionalmente representó a la heroína central de Oreimo, Kirino Kōsaka, como una persona odiosa.
Fushimi también ha declarado que Kirino es un personaje que no le gusta pero que necesita estar allí para "hacer avanzar la historia" y también reveló su teoría personal de que la evaluación crítica de los personajes por parte de los lectores también revela cuán bien causaron una impresión. Al analizar las encuestas de lectores, Fushimi dice que juzga la popularidad de ciertos personajes contando las críticas negativas como la mitad de una crítica positiva, y explica que los personajes con diferentes gustos y disgustos pueden convertirse en resultados favorables si se manejan bien.[cita requerida]

## Trabajos
Novelas ligeras
- ASCII Media Works
  - Jūsanbanme no Alice ((十三番目のアリス, ilustraciones de Sikorsky) (2006-2007, 4 volúmenes)
  - Oreimo (俺の妹がこんなに可愛いわけがない, ilustraciones de Hiro Kanzaki) (2008-2021, 17 volúmenes)
  - Neko Sis (ねこシス, ilustraciones de Hiro Kanzaki) (2009, 1 volumen)
  - Eromanga Sensei ilustraciones de Hiro Kanzaki) (2013-2022, 13 volúmenes)

- Arte Visual/Paradigma
  - Meitantei Shikkaku na Kanojo (名探偵失格な彼女, ilustraciones de Eran Hasumi) (2008, 1 volumen)

- Square Enix
  - Chūnibyō de Go!! (中二病でGO!!) (2009, coautor)

- Ichijinsha
  - School Heart's Tsuki to Hanabi to Yakusoku to (School Heart's 月と花火と約束と) (2008, coautor de Relato Breve antología)

Novelas visuales
- Meitantei Shikkaku na Kanojo (名探偵失格な彼女) Por Issue (Visual Art'S) (2009)